# Xavier Giannoli
Xavier Giannoli (ur. 7 marca 1972 w Neuilly-sur-Seine) – francuski reżyser, scenarzysta i producent filmowy. Autor kilkunastu filmów fabularnych i krótkometrażowych, często nagradzany na najważniejszych festiwalach filmowych.
Jego film Wywiad (1998) zdobył Cezara i Złotą Palmę na 51. MFF w Cannes za najlepszy film krótkometrażowy. Wkrótce potem Giannoli zajął się kręceniem filmów pełnometrażowych, m.in. Niecierpliwe ciała (2003), Melodia życia (2006), Początek (2009), Niesamowita Marguerite (2015), Tajemnica objawienia (2018) czy Stracone złudzenia (2021).
W 2010 został Kawalerem Orderu Sztuki i Literatury.